# 고바야시 유 (축구 선수)
고바야시 유(일본어: 小林 悠, 1987년 9월 23일 ~ )는 일본의 국가대표 축구 선수로, 포지션은 공격수이다.

## 구단 경력
고바야시 유는 2004년부터 2005년까지 2년 연속으로 전일본 고교 축구 선수권 대회에 출장하였다. 이후 다쿠쇼쿠 대학로 진학하여 대학축구를 경험했다. 2008 시즌 J리그 디비전 2의 미토 홀리호크에 특별지정선수로 임대되었다. 7월 20일 비셀 고베전에 선발 출장하여, J리그 데뷔전을 치렀다.
2010 시즌을 앞두고, J리그 디비전 1의 가와사키 프론탈레로 정식입단이 결정되었다. 2010년 9월 5일 천황배 2라운드 가노야 체육 대학을 상대로 2골을 기록하며, 프로 통산 첫 골을 기록하였다. 2011 시즌 등번호는 11번으로 변경되었고, 구단으로부터 커다란 기대감을 받기 시작하였다. 5월 3일 J리그 9라운드 주빌로 이와타전에 교체출장하여, 리그 데뷔골을 기록하였다. 이후 꾸준히 득점력을 유지하며, 리그 12골을 기록하면서 시즌을 마감하였다. 이후 2012 시즌, 2013 시즌에는 각각 6골과 5골만을 기록하며 약간 부진하는 경향을 보였다. 그러나 2014 시즌 30경기에 출장하여 12골을 기록하며, 다시 자신의 득점력을 과시하기 시작하였다.
2015 시즌에는 부상으로 인해 출장 횟수가 반토막이 났다. 이후 2016 시즌에 오쿠보 요시토와 투톱을 이루며, 득점 레이스를 가속화했다. 7월 30일 후기 리그 6라운드 쇼난 벨마레전에서 6경기 연속 득점을 기록하며, 구단 역사상 최다 연속 득점 기록을 갈아치웠다. 이후 8월 6일 후기 리그 7라운드 빙포레 고후전에 한 골을 또 기록하며, 대회 연속 득점 기록을 7경기로 연장하였다. 시즌 종료 이후 복수의 J리그 구단들에게 이적 제의를 받았으나, 고바야시는 가와사키 프론탈레에 잔류하는 것을 선택하였다.
2017 시즌 구단의 전설 나카무라 겐고를 대신하여, 구단의 새로운 주장으로 고바야시 유가 선택되었음이 공식 발표되었다. 2월 25일 오미야 아르디자와의 개막전에서 골을 성공시키며, 4년 연속 개막전 득점 기록을 세웠다. 11월 29일 J리그 33라운드 우라와 레드 다이아몬즈전에서 결승골을 기록하며, 1위를 질주하던 가시마 앤틀러스와의 승점을 2점으로 좁히는 동시에, 리그 득점 순위 1위인 스기모토 겐유와도 2골차로 따라잡았다. 12월 2일 오미야 아르디자와의 J리그 최종전에서 해트트릭을 기록하며, 가시마의 승점을 역전하면서 구단의 역사상 최초의 우승을 결정지었다. 또한, 이 해트트릭으로 인해 스기모토의 득점 수를 역전시켜 득점왕에 올랐다.

## 국가대표팀 경력
2014년 10월 일본 축구 국가대표팀에 첫 소집되었다. 10월 10일 기린 챌린지컵에서 자메이카와의 경기에 출전하여, 국가대표 데뷔전을 치렀다. 2015년 AFC 아시안컵에도 출전했다.
2016년 3월 17일 2018년 FIFA 월드컵 아시아 지역 2차 예선을 위해 대표팀에 다시 소집되었다. 6월 3일 기린컵 불가리아전에 첫 선발 출장을 기록하였다.
2017년 12월 12일 EAFF E-1 풋볼 챔피언십 대표팀에 소집되었고, 중국전에서 국가대표 데뷔골을 터뜨렸으며, 바로 뒤이어 펼쳐진 대한민국과의 경기에서 두 경기 연속골을 기록하였다. 그는 2018년까지 국제 A매치 통산 14경기에 출전, 2득점을 넣었다.

## 통계

### 구단
2017년 12월 2일 기준
| 선수 기록  | 선수 기록            | 선수 기록  | 리그 | 리그 | FA컵 | FA컵 | 리그컵 | 리그컵 | 대륙대회 | 대륙대회 | 총합 | 총합 |
| 시즌       | 구단                 | 리그       | 출장 | 득점 | 출장 | 득점 | 출장   | 득점   | 출장     | 득점     | 출장 | 득점 |
| 일본       | 일본                 | 일본       | 리그 | 리그 | FA컵 | FA컵 | 리그컵 | 리그컵 | 대륙대회 | 대륙대회 | 총합 | 총합 |
| ---------- | -------------------- | ---------- | ---- | ---- | ---- | ---- | ------ | ------ | -------- | -------- | ---- | ---- |
| 2008       | 미토 홀리호크 (임대) | J2         | 5    | 0    | 0    | 0    | -      | -      | -        | -        | 5    | 0    |
| 2010       | 가와사키 프론탈레    | J1         | 6    | 0    | 2    | 2    | 0      | 0      | -        | -        | 8    | 2    |
| 2011       | 가와사키 프론탈레    | J1         | 32   | 12   | 3    | 2    | 4      | 2      | -        | -        | 39   | 16   |
| 2012       | 가와사키 프론탈레    | J1         | 26   | 6    | 3    | 2    | 6      | 2      | -        | -        | 35   | 10   |
| 2013       | 가와사키 프론탈레    | J1         | 23   | 5    | 2    | 0    | 8      | 2      | -        | -        | 33   | 7    |
| 2014       | 가와사키 프론탈레    | J1         | 30   | 12   | 2    | 0    | 2      | 0      | 6        | 3        | 40   | 15   |
| 2015       | 가와사키 프론탈레    | J1         | 18   | 5    | 2    | 0    | 1      | 0      | -        | -        | 21   | 5    |
| 2016       | 가와사키 프론탈레    | J1         | 32   | 15   | 3    | 1    | 2      | 0      | -        | -        | 37   | 16   |
| 2017       | 가와사키 프론탈레    | J1         | 34   | 23   | 2    | 0    | 5      | 0      | 10       | 6        | 51   | 29   |
| 커리어통산 | 커리어통산           | 커리어통산 | 206  | 80   | 19   | 7    | 28     | 6      | 16       | 9        | 269  | 112  |

### 국가대표팀
| 일본 | 일본 | 일본 |
| 연도 | 출전 | 득점 |
| ---- | ---- | ---- |
| 2014 | 2    | 0    |
| 2015 | 0    | 0    |
| 2016 | 6    | 0    |
| 2017 | 3    | 2    |
| 2018 | 3    | 0    |
| 통산 | 14   | 2    |

#### 득점 기록
| 날짜             | 장소                          | 상대           | 득점 | 결과 | 대회                   |
| ---------------- | ----------------------------- | -------------- | ---- | ---- | ---------------------- |
| 2017년 12월 12일 | 일본 도쿄 아지노모토 스타디움 | 중화인민공화국 | 1–0  | 2–1  | EAFF E-1 풋볼 챔피언십 |
| 2017년 12월 16일 | 일본 도쿄 아지노모토 스타디움 | 대한민국       | 1–0  | 1–4  | EAFF E-1 풋볼 챔피언십 |

## 수상

### 구단

#### 가와사키 프론탈레
- J1리그 (1) : 2017

### 개인
- J1리그 최우수 선수상 (1) : 2017
- J1리그 우수 선수상 (3) : 2014, 2016, 2017
- J1리그 베스트 일레븐 (2) : 2016, 2017
- J1리그 득점왕 (1) : 2017